# Hillel Poritsky
Hillel Poritsky (Pinsk, 28 de junho de 1898 — 16 de fevereiro de 1990) foi um matemático e engenheiro estadunidense, nascido na Bielorrússia.

## Obras
- Extension of Weyl's Integral for Harmonic Spherical Waves to Arbitrary Wave Shapes, in Symposium on the Theory of Electromagnetic Waves (New York, Juni 1950),  Interscience, Nova Iorque 1951, p. 97
- The reduction of the solution of certain partial differential equations to ordinary differential equations, Transactions Fifth International Congress of Applied Mechanics, Cambridge/Massachusetts 1938, p. 700-707
- The collapse or growth of a spherical bubble or cavity in a viscous fluid,  Proc. First U.S. National Congr. Appl. Mech., ASME 1952, p. 813-821
- Stresses and deflections of cylindrical bodies in contact with application to contact of geers and locomotive wheels, Journal of Applied Mechanics, Volume 17, 1950, p. 191-201